# عاشقتم لوسی (فیلم)
«عاشقتم لوسی» (انگلیسی: I Love Lucy (film)) یک فیلم به کارگردانی مارک دنیلز و ادوارد سجویک است که در سال ۲۰۰۷ منتشر شد. از بازیگران آن می‌توان به لوسیل بال و ویویان ونس اشاره کرد.